# 王定六
王定六，小说《水浒传》中人物，因为兄弟中排行第六，并且跑跳得快，所以人称“活闪婆王定六”。闪婆（电母）是主宰閃電的神。平时爱好弄枪使棒，虽多方拜师，但未得真传，便在扬子江边卖酒度日。张顺奉命去请江南名医安道全替宋江治病，在江上被张旺谋财害命丢入江中，张顺靠水性了得，游到王定六的酒店，得王定六相助，请回神医安道全。王定六也跟随张顺，上了梁山，和“催命判官”李立一起掌管北山酒店。受招安后，在征讨方腊中，攻宣州时中药箭身亡。  

## 影視形象
- 2011年電影《安道全与王定六》，由陈志朋飾演[3]。
- 2011年版《水浒传》：崔阳